# Chamonix NG Cars
Chamonix NG Cars – brazylijski producent samochodów sportowych, będących replikami samochodów Porsche z lat 60. XX wieku.
Przedsiębiorstwo powstało w 1987 roku, a jego siedziba mieści się w Jarinu, w stanie São Paulo.

## Historia
Firma została założona w 1987 roku w Jarinu przez Miltona Masteguina i jego syna Newtona Masteguina. Firma początkowo koncentrowała się na produkcji mebli z włókna szklanego. W 1987 roku, po nawiązaniu współpracy z amerykańskim inżynierem motoryzacyjnym Chuckiem Beckiem, rozpoczęła produkcję i eksport replik Porsche.
Pierwszym modelem Chamonix była reprodukcja Porsche Spyder 550, modelu wyścigowego produkowanego w niewielkich ilościach przez niemiecką markę w latach 1954-1956. Chamonix produkowało ten model przez 20 lat.
Od samego początku Chamonix koncentrowało się głównie na eksporcie – początkowo do Stanów Zjednoczonych i Japonii – co zmusiło firmę do skupienia się na jakości wzornictwa, a w szczególności na detalach i wykończeniu swoich pojazdów.
Marka zyskała międzynarodowe uznanie w latach 90. XX wieku, kiedy to Spyder 550 został uznany za najlepszą replikę w swojej kategorii na świecie przez niemiecki magazyn „Auto, Motor und sport” i amerykański magazyn „Road & Track”.
W 1988 roku wprowadzono na rynek kabriolet Super 90 - replikę Porsche 356 C z 1964 roku. Formy i szablony produkcyjne nabyto w tym samym roku od CBP.
W 1993 roku Chamonix eksportował swoje produkty do kilku krajów europejskich, w tym do Niemiec. 70% sprzedaży koncentrowało się jednak do Japonii. W tym samym roku wprowadzono na rynek kolejny model - Speedster, również produkowany na licencji Beck Development, kalifornijskiej firmy Chucka Becka. 
W 1995 roku Chamonix zaprezentował swój najbardziej złożony projekt – Spyder 550 S. 
W 1999 roku firma przygotowała wersję wyścigową Speedstera, charakteryzującą się tymi samymi rozwiązaniami mechanicznymi co model uliczny, ale z pewnymi różnicami tj. całkowicie pozbawionym ozdób nadwoziem, rurowymi zderzakami, stałymi drzwiami, wąską akrylową szybą przednią, osłoniętym pałąkiem bezpieczeństwa dla kierowcy, reflektorami i przestrzenią pasażerską pokrytymi włóknem szklanym, maską mocowaną skórzanymi paskami oraz podwójnymi tylnymi światłami. Celem Chamonix było stworzenie dedykowanej kategorii dla tego modelu – 365 Cup, ale ten cel nigdy nie został zrealizowany. 
Od 2001 roku Chamonix tymczasowo oferował, jako opcję do silnika 1600 w modelach Speedster i Spyder, 1,9-litrowy silnik typu bokser z dwoma gaźnikami Webera, wielopunktowym wtryskiem paliwa i mocą 115 KM. 
W 2008 roku do sprzedaży trafiła specjalna edycja modelu 550 S, wyposażona w standardowy silnik, ale z pomarańczowym nadwoziem, grafitowymi felgami i metalowymi akcentami. 
W 2010 roku, globalny kryzys gospodarczy na dwóch głównych rynkach zbytu - USA i Japonii, zmusił firmę do wstrzymania produkcji. 
W 2011 roku firma nawiązała współpracę z firmą A+ Auto. Produkcja została przeniesiona do São Paulo i została wznowiona w lipcu 2011. Kierownikiem technicznym był Newton Masteguin, przy udziale części pracowników z dawnej fabryki w Jarinu. Nowa fabryka funkcjonowała pod nazwą Chamonix New Generation i oferowała auta wyłącznie na zamówienie. 
Pod nową marką powstały trzy modele: Spyder S (z tymi samymi parametrami technicznymi co poprzednio), Speedster 356 (z 65-konnym silnikiem typu bokser o pojemności 1600 litrów i czterobiegową skrzynią biegów) oraz Roadster 356 (z 2-litrowym silnikiem AP o mocy 125 KM i pięciobiegową skrzynią biegów). 
Firma w powyższej postaci przetrwała kilka lat i została ponownie zamknięta. Produkcja została wznowiona w 2019 roku przez nową firmę Athos Cars, z Campinas. 

## Modele

### Chamonix Spyder 550
Pierwszy model firmy Chamonix, zaprojektowany przez Chucka Becka. Replika posiadała nadwozie wykonane z tworzywa sztucznego wzmocnionego włóknem szklanym, rurowe podwozie oraz elementy mechaniczne Volkswagena (zawieszenie, układ kierowniczy, czterobiegową skrzynię biegów i chłodzony powietrzem silnik 1600 o mocy 54 KM).
Podobnie jak w oryginalnym Porsche, silnik był zamontowany między osiami, za siedzeniami, w pozycji odwróconej; przednie hamulce były tarczowe. Standardowym wyposażeniem były skórzane fotele i zdejmowany dach. Spyder 550 z silnikiem VW typu bokser (zawsze fabrycznie nowym) był produkowany przez ponad 20 lat, ale z elektronicznym wtryskiem paliwa i mocą 65 KM.

### Chamonix Super 90
Drugi model firmy Chamonix. Jest repliką Porsche 356 C z 1964 roku. Super 90 pod względem wszystkich cech był następcą Spydera. Posiadał nadwozie z włókna szklanego, rurowe podwozie, podzespoły mechaniczne VW, silnik typu bokser o mocy 54 KM (później 65 KM) i przednie hamulce tarczowe. W przeciwieństwie do Spydera, silnik był montowany z tyłu, a samochód posiadał boczne szyby i składany dach. Do 1995 roku, kiedy to produkcja została zawieszona, wyprodukowano mniej niż 30 egzemplarzy.

### Chamonix Speedster 356
Trzeci model firmy Chamonix, wprowadzony do sprzedaży w 1993 roku. Inspiracją do tego modelu było Porsche 356, wprowadzone na rynek w 1952 roku, Speedster posiadał tę samą mechanikę co Super 90.

### Chamonix Spyder 550S
Czwarty, najbardziej złożony projekt firmy Chamonix. Podobny do Spyder 550, ale z zupełnie nową mechaniką: dwulitrowym, chłodzonym cieczą silnikiem VW AP z wtryskiem wielopunktowym o mocy 125 KM (z Santany), pięciobiegową skrzynią biegów, tylnym zawieszeniem De Dion (wahacze i sprężyny śrubowe) oraz hamulcami tarczowymi na wszystkich kołach bez wspomagania.
Samochód ważył 680 kg i potrafił osiągnąć prędkość 230 km/h. Potrafił osiągnąć przyspieszenie od 0 do 100 km/h w zaledwie 6,5 sekundy. 
Z wyglądu zewnętrznego, od modelu 550 różniły go dwa detale: przednia osłona chłodnicy oraz dwa półokrągłe chromowane pałąki bezpieczeństwa zamontowane za fotelami.

## Działalność dodatkowa
Chamonix świadczył również usługi dla podmiotów zewnętrznych: produkował prototypy dla Autolatiny, budował rajdowe Dobló dla Fiata i uczestniczył w rozwoju samochodu sportowego Lobini, dla którego produkował formy, przyrządy obróbkowe i pierwsze nadwozia.